# Evans Rusike
Evans Rusike (né le 13 juin 1990 à Chitungwiza au Zimbabwe) est un joueur de football international zimbabwéen, qui évolue au poste d'attaquant.

## Biographie

### Carrière en club
Il inscrit neuf buts en première division sud-africaine lors de la saison 2015-2016 avec le club de Maritzburg United. Il marque notamment un doublé contre l'équipe de Jomo Cosmos en mai 2016.

### Carrière en sélection
Il joue son premier match en équipe du Zimbabwe le 17 mai 2015, contre Maurice. Ce match gagné 2-0 rentre dans le cadre de la Coupe COSAFA 2015.
Il inscrit son premier but en sélection le 21 juin 2015, contre les Comores. Ce match gagné 2-0 rentre dans le cadre des qualifications du championnat d'Afrique des nations 2016. Il inscrit un deuxième but le 28 mars 2016, contre le Swaziland. Ce match gagné 4-0 rentre dans le cadre des Qualifications à la Coupe d'Afrique des nations 2017. 
En janvier 2017, il est retenu par le sélectionneur Callisto Pasuwa afin de participer à la Coupe d'Afrique des nations 2017 organisée au Gabon. Lors de cette compétition, il joue un match contre le Sénégal.